# 镇兴公路
镇兴公路起点为贵州省安顺市境内镇宁县，终点在贵州省黔西南州州府兴义市，途经黄果树瀑布、关岭布依族苗族自治县、晴隆县、贞丰县、兴仁县。镇兴公路有“亚洲第一高桥”之称的位于关岭县境内的，跨越北盘江的花江峡谷大桥。